# Culex bitaeniorhynchus
Culex bitaeniorhynchus är en tvåvingeart som beskrevs av Giles 1901. Culex bitaeniorhynchus ingår i släktet Culex och familjen stickmyggor. Inga underarter finns listade i Catalogue of Life.